# Národní archeologické muzeum (Madrid)
Španělské Národní archeologické muzeum se nalézá v Madridu, na ulici Calle de Serano, poblíž Plaza de Colón (Kolumbovo náměstí). Kolekce muzea zahrnují sbírky prehistorických, egyptských, keltských, iberských, řeckých a římských starožitností a středověké objekty (vizigótské, muslimské a křesťanské).
Muzeum bylo založeno roku 1867 královským dekretem Isabely II. Účelem založení muzea bylo shromáždění numismatických, archeologických, etnografických a uměleckých sbírek španělských králů. Slavnostní otevření proběhlo 9. července 1871 a zúčastnil se jej i král Amadeus I.
Roku 1895 se sbírky přesunuly na současné místo, do neoklasicistní budovy, jejímž architektem byl Francisco Jareño. Stavba proběhla v letech 1866 až 1892, rozsáhlou přestavbou budova prošla roku 1968. V současné době se v této budově nachází Národní archeologické muzeum a Národní knihovna.
Krátce po začátku španělské občanské války byly z muzea ukradeny kolekce zlatých mincí a tzv. „poklad národa Quimbaya“. Tento poklad byl po válce lokalizován v Ženevě a vrácen zpět do Španělska. Zlaté mince putovaly spolu s dalšími cennostmi na jachtě Vita do Mexika, jejich další osud je však nejasný.
V roce 2008 bylo muzeum kvůli rekonstrukci uzavřeno. Podle původního plánu měla být stavba dokončena v roce 2013, ale muzeum zůstalo zavřeno až do dubna 2014.

## Sbírky

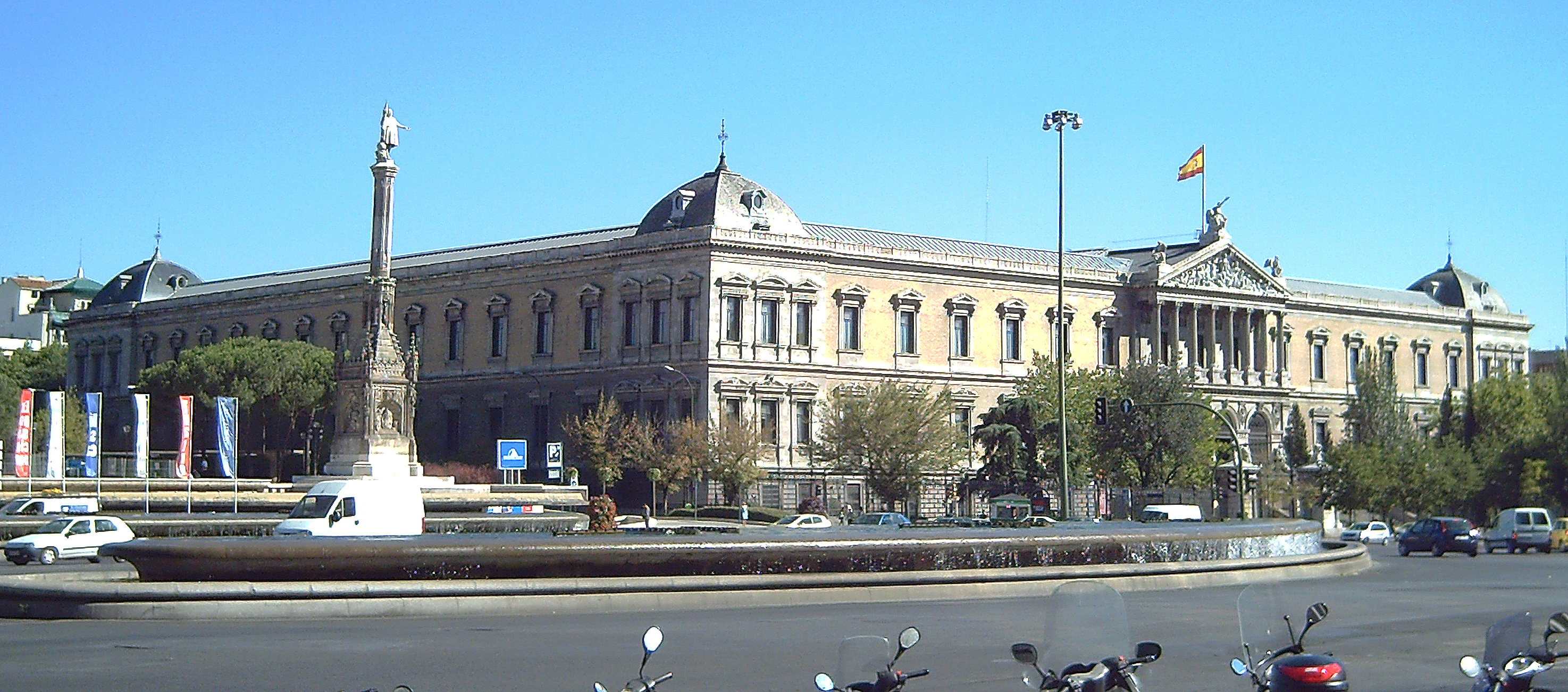
Budova muzea

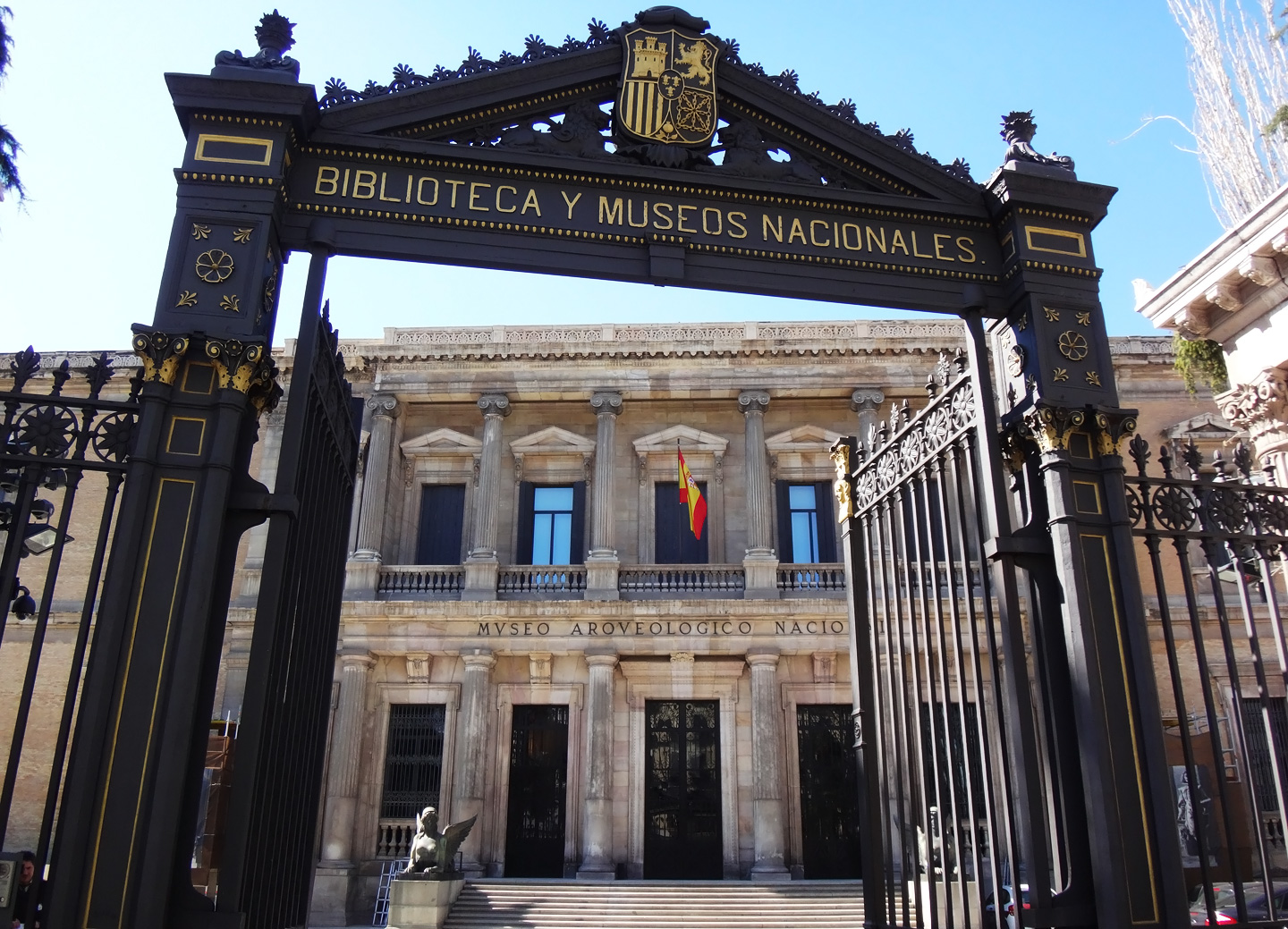
Vstup do muzea

Po rekonstrukci má muzeum 40 sálu a celkovou výstavní plochu 9 715 m². Sbírky jsou rozděleny do dvanácti okruhů:
- Arqueología y patrimonio (Archeologie a historické dědictví)
- Prehistoria (Prehistorie)
- Protohistoria (Protohistorie)
- Hispania romana (Římská Hispánie)
- Antigüedad tardía (Pozdní starověk)
- Edad Media (Středověk)
- Edad Moderna (Moderní doba)
- Historia del museo (Historie muzea)
- Oriente Próximo (Blízký východ)
- Egipto y Nubia (Egypt a Nubie)
- Grecia (Řecko)
- Moneda (Mince)

Ve vlastnictví muzea je více než 1 300 000 objektů, mezi ty nejvýznamnější patří:
- Replika jeskyně Altamira
- La Bicha de Balazote (Bestie z Balazote)
- Dama de Baza (Dáma z Baza)
- La Dama de Elche (Dáma z Elche)
- El Tesoro de Gazteluberri (Poklad z Gazteluberri)
- El Tesoro de Guarrazar (Poklad z Guarrazaru)
- El Bote de Zamora (Pyxis ze Zamory)

## Galerie

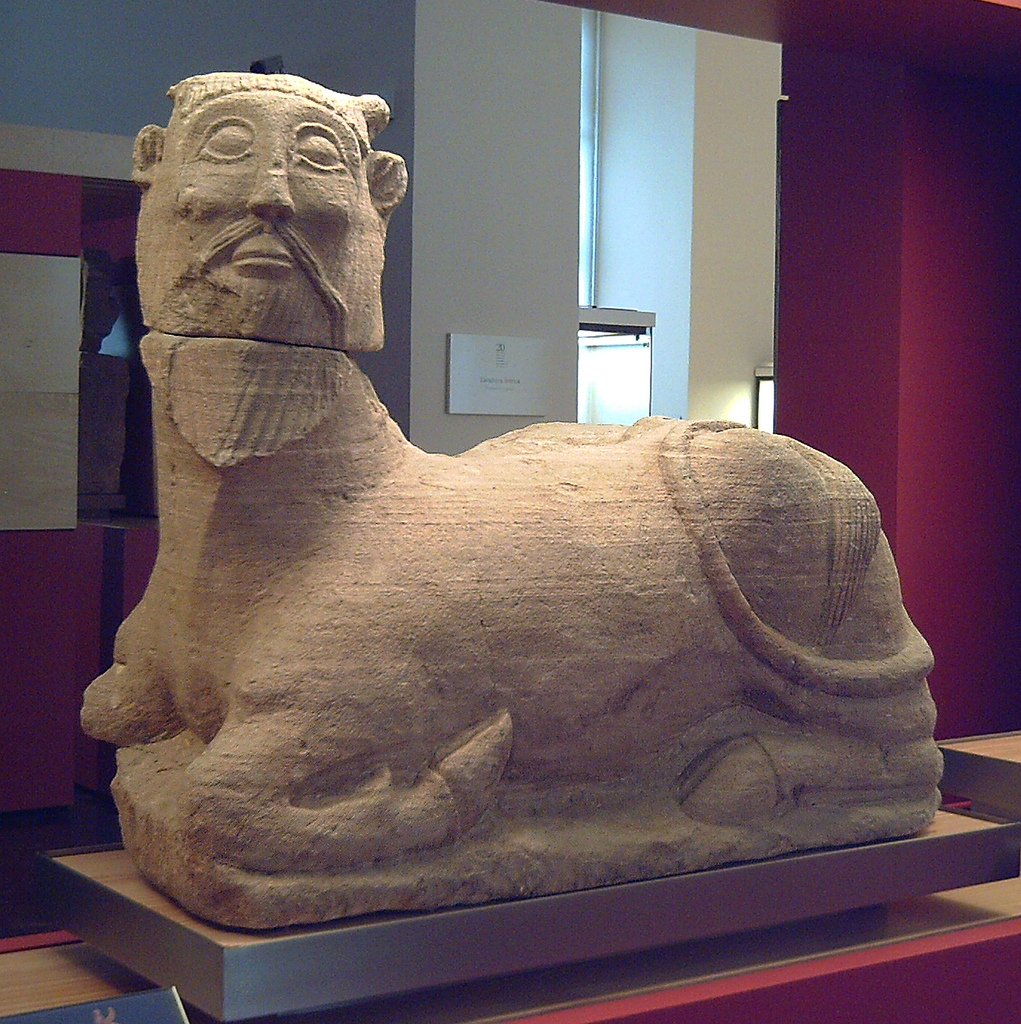
Bicha de Balazote
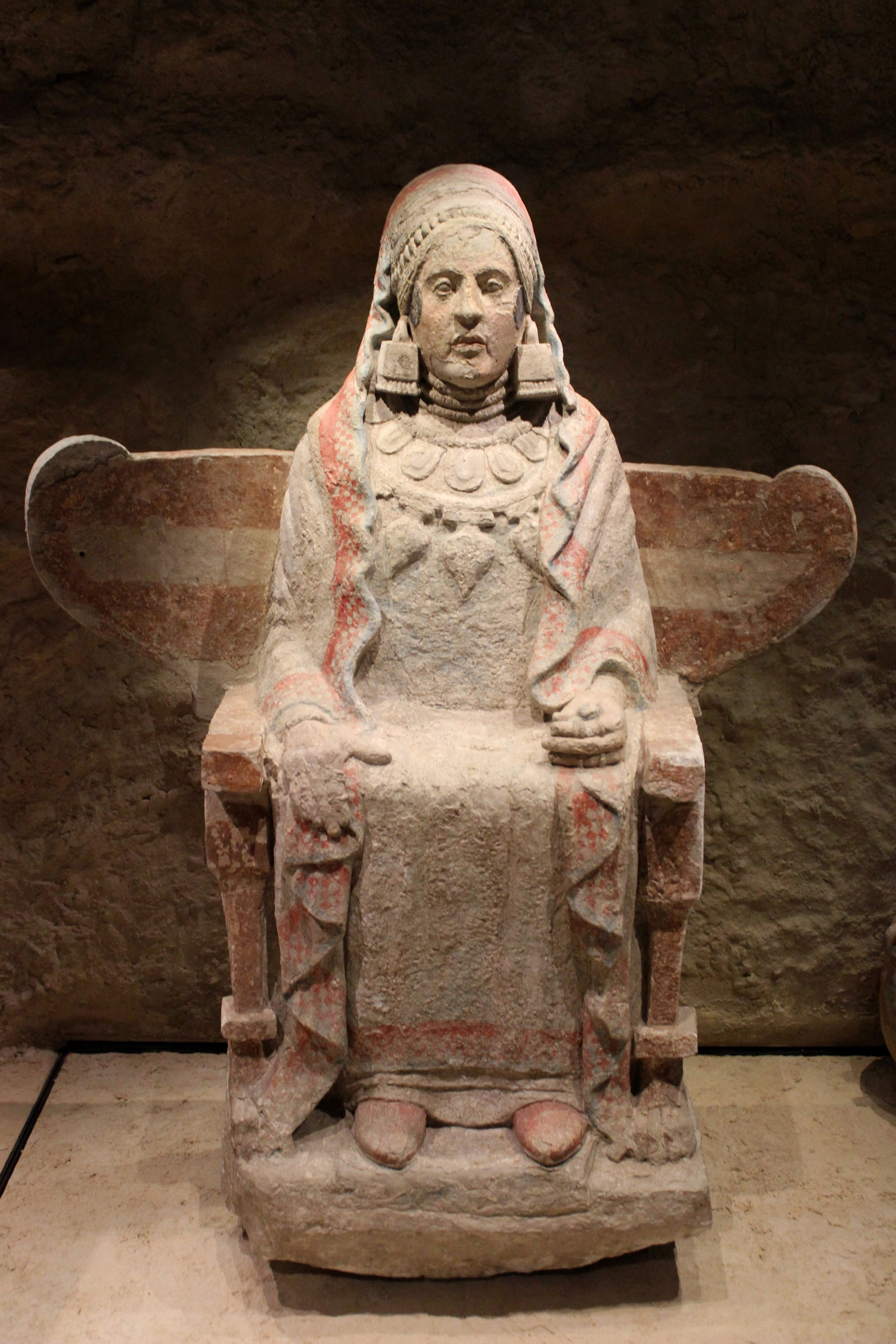
Dama de Baza
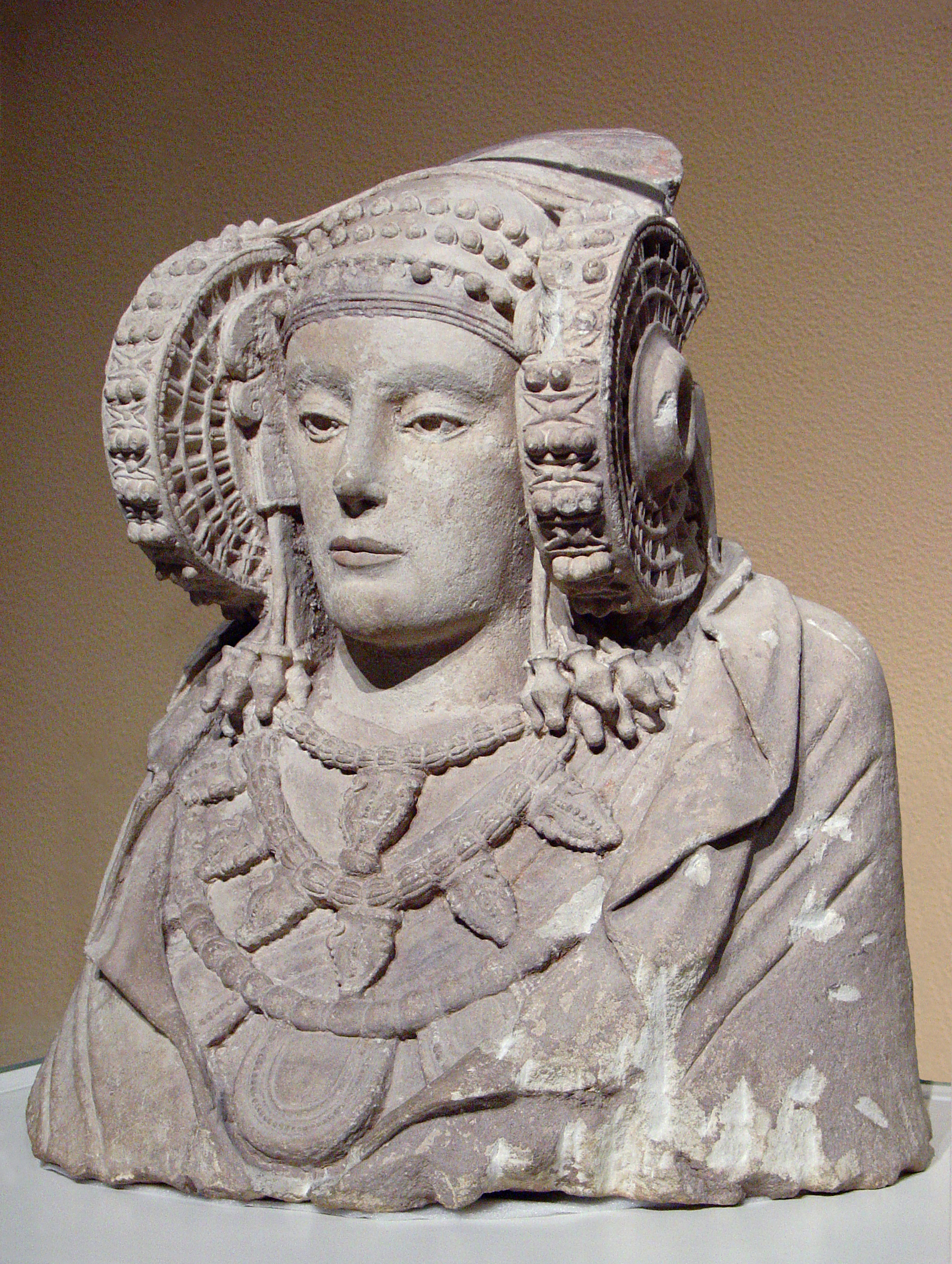
Dama de Elche
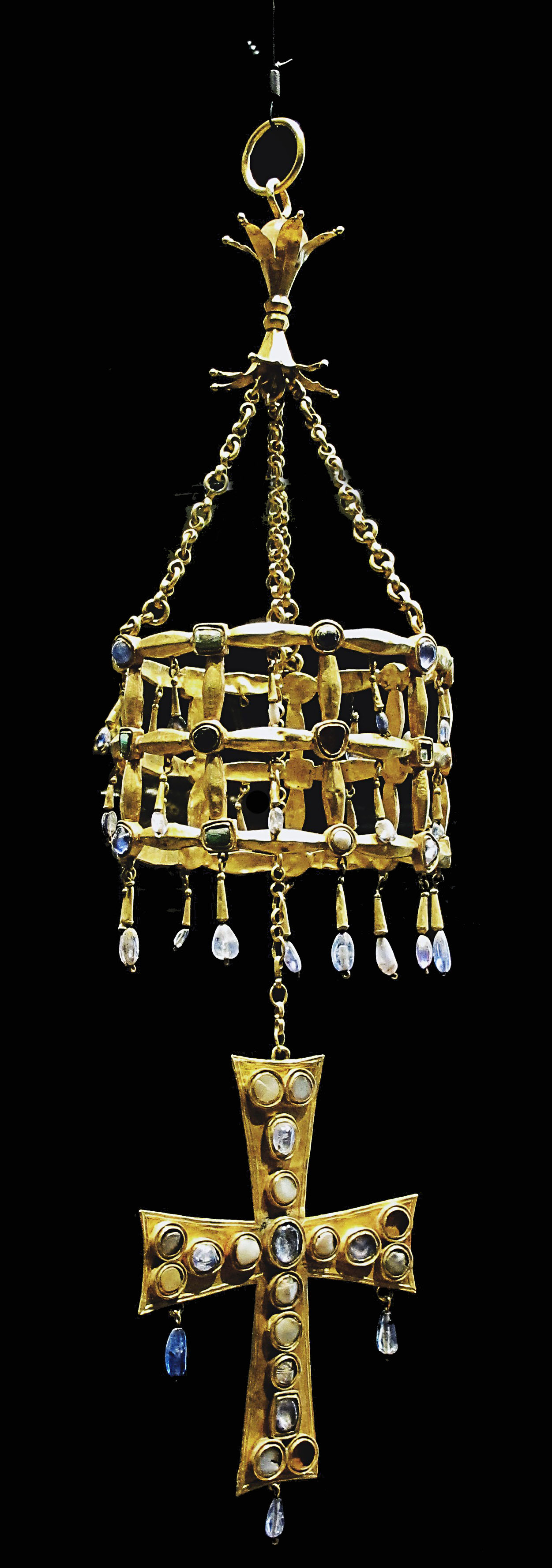
Část Tesoro de Guarrazar
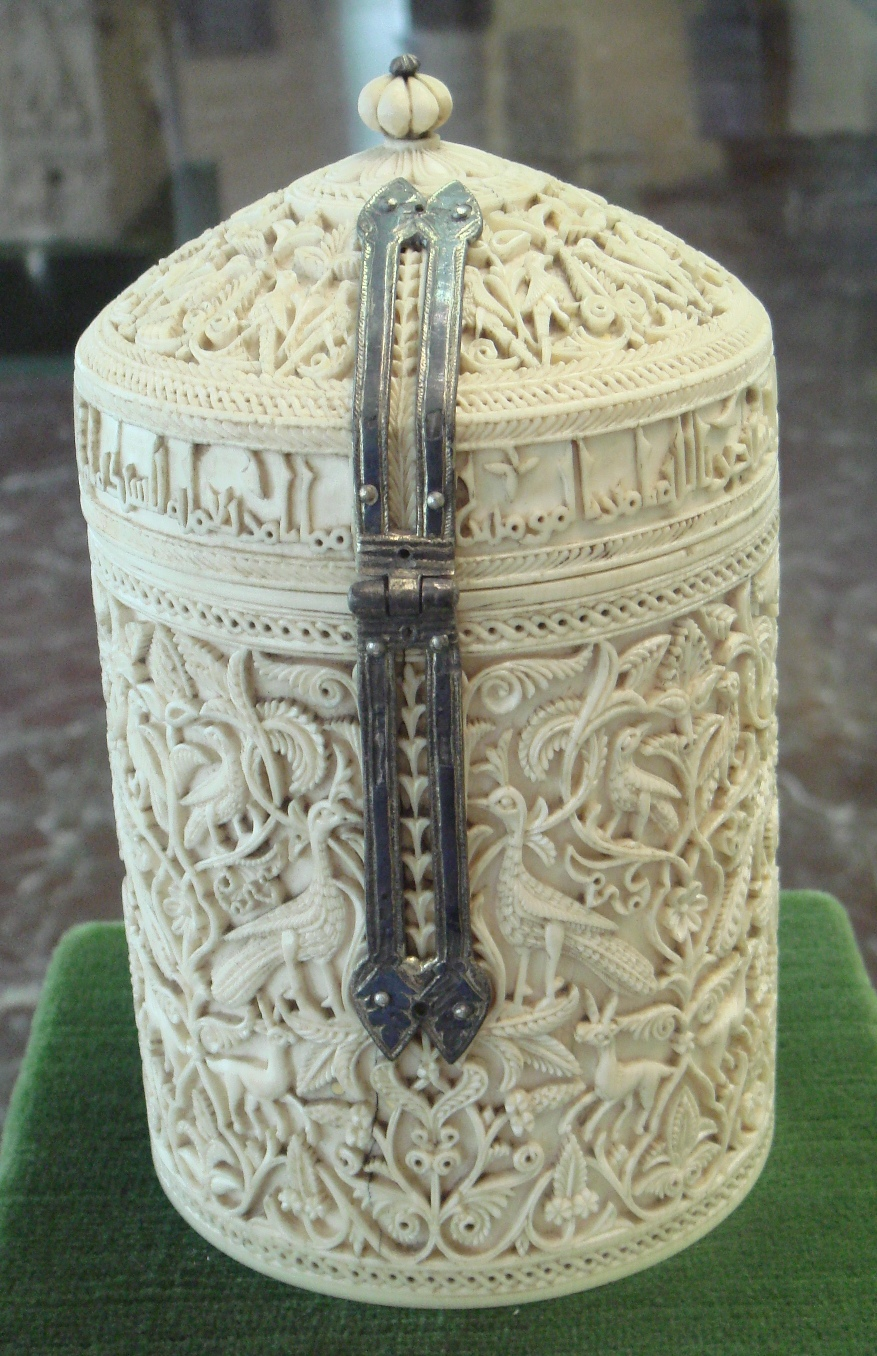
Bote de Zamora
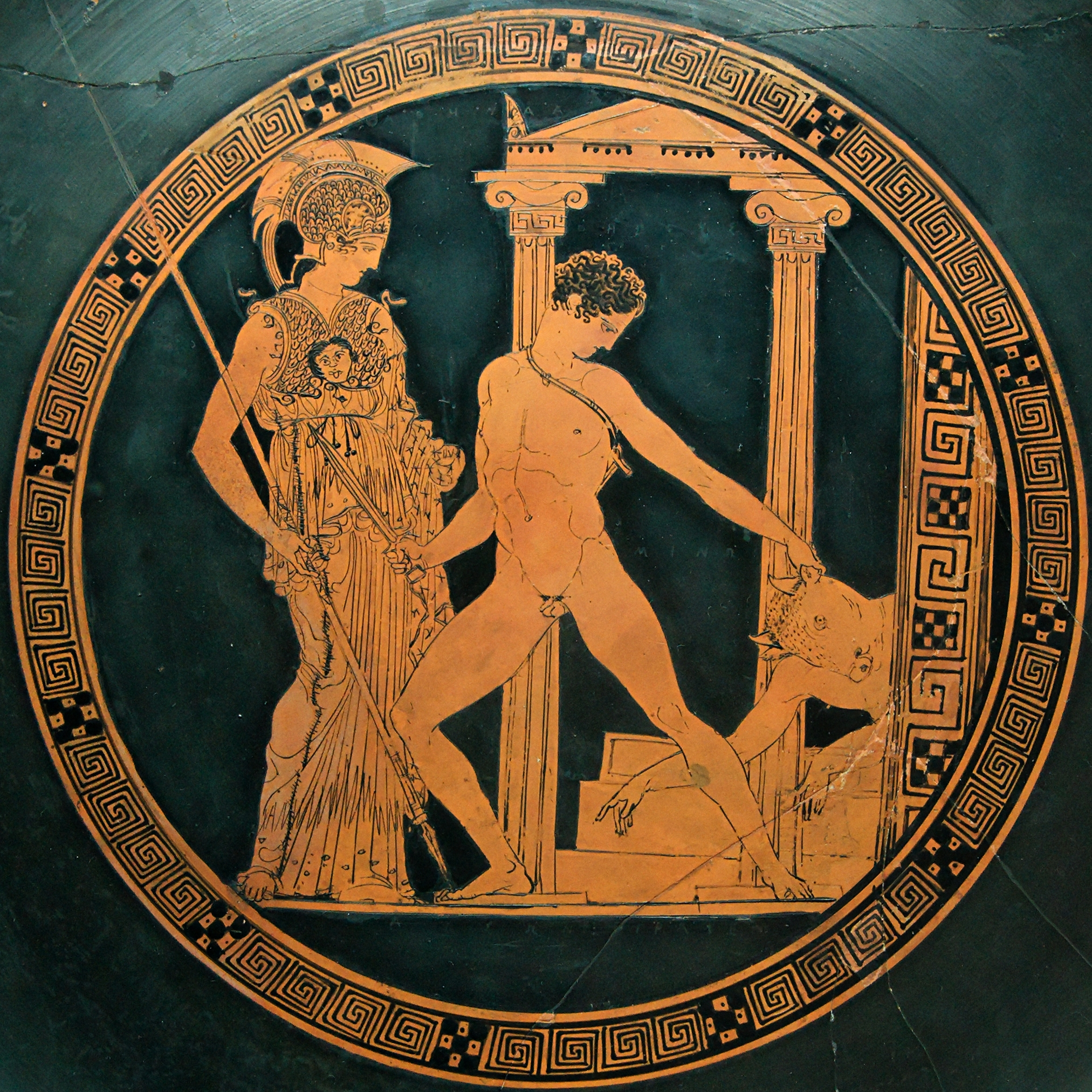
Copa de Esón
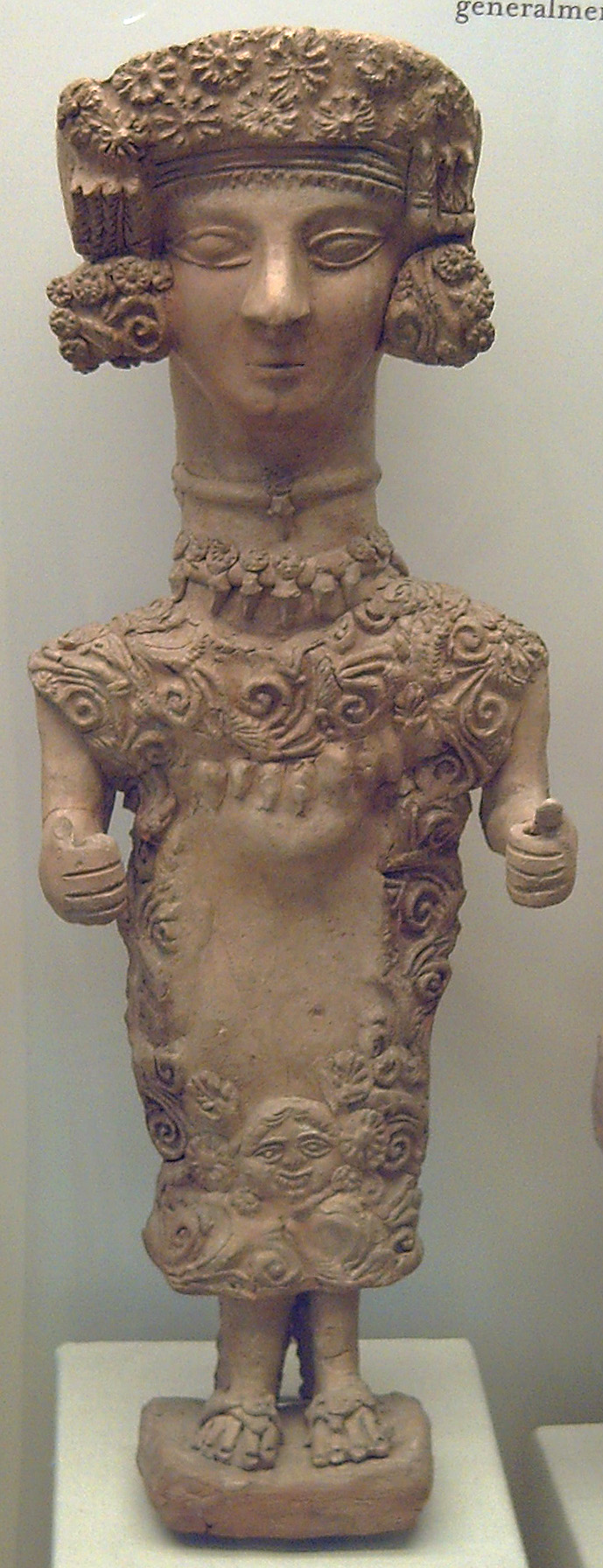
Dama de Ibiza
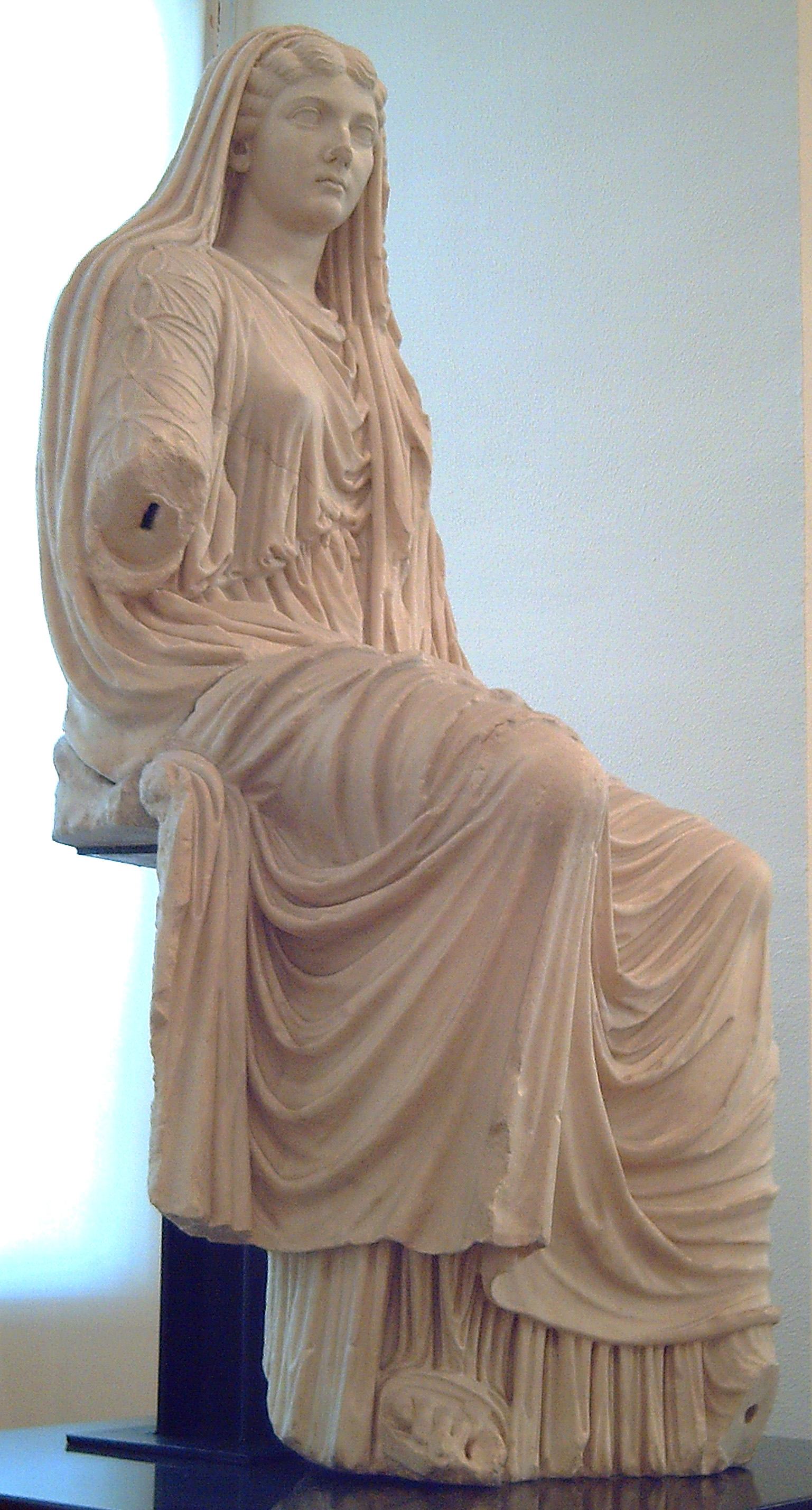
Estatua sedente de Livia Drusilla